# DSB EA
DSB EA 기관차는 덴마크의 첫 전기 기관차이며, 1984년부터 반입되었다. 총 22량이 생산되었으며, 첫 2량은 독일 헨셸, 나머지는 덴마크 스칸디아에서 제작되었다. 덴마크에서 사용된 이후에는 일부 불가리아에 매각되었다.

## 역사
1970년대 중반 DSB에서 새 차량을 제작하기 위한 APO가 설립되었으며, APO 엘트락션 그룹이 이 기관차의 설계를 담당하였다. 독일 DB 120 기관차를 기반으로 하였다. 다른 APO에서 개발한 차량과 비슷하게 전체적인 외관을 바꾸었고, 덴마크의 전압에 맞도록 전기 장비를 조정하였다. 첫 2량(3001/3002호)은 독일 헨셸에서 제작하였고, 1986년까지 8량(3003-3010), 1992년 12량(3011-3022) 제작되었다.
처음에는 셸란섬에서 여객용으로 사용하였다가, 스토레벨트 다리 개통 이후 퓐섬 및 윌란반도에서도 사용된다. 이후 IR4가 반입되면서 화물 견인용으로 주 용도가 변경되었다.
2001년 6월 DSB 고스가 레일리온에 매각되면서 총 10량(3011-3019호, 3021호)이 레일리온 덴마크로 넘어갔다. 빨간색/검은색 도색은 변하지 않았고, 모든 DSB 표시는 삭제되었으며, 레일리온 소유를 나타내는 하얀 점이 추가되었다.
현재 DSB에서는 덴마크 국경 내부에서 운행하는 유로나이트 열차 및 혼잡 시간대에 운행하는 여객 열차에만 이 기관차를 사용한다. 2006년 10월 3001, 3004, 3007, 3010, 3020, 3022호에 어두운 파란색의 새 도색이 칠해졌다. 2007년 1월 3002, 3003, 3005, 3006, 3008, 3009호를 불가리아의 사철 회사 불마르케트에 매각하였다. 2007년부터 2008년까지 매각이 진행되었고, 내장재 및 도색을 개조하여 매각하였다. 2010년 DB 셴커가 불가리아에서 영업을 시작하면서 과거 레일리온 덴마크 소유 EA 기관차를 전량 불가리아로 운송하였다.
교류 유도 전동기를 사용한다. 2층 객차를 견인할 수 없다.

## 기관차 목록
각각 기관차에는 과학자, 공학자, 철도인의 이름이 붙어 있다.
| 차량 번호 | 이름                 | 반입 시기 |
| --------- | -------------------- | --------- |
| 3001      | H C 외르스테드       | 1984년    |
| 3002      | 닐스 보어            | 1984년    |
| 3003      | 하인리히 웬크        | 1985년    |
| 3004      | 올레 뢰머            | 1985년    |
| 3005      | 윌리엄 라드포드      | 1985년    |
| 3006      | 발데마 풀센          | 1985년    |
| 3007      | 키르스틴 메이어      | 1985년    |
| 3008      | 오토 부세            | 1986년    |
| 3009      | 앙케르 엥게룬        | 1986년    |
| 3010      | 쇠렌 요르트          | 1986년    |
| 3011      | 토마스 B 트리게      | 1992년    |
| 3012      | A R 앙겔로           | 1992년    |
| 3013      | 빌헬름 헬센          | 1992년    |
| 3014      | C E 크라루프         | 1992년    |
| 3015      | 닐신 닐센            | 1992년    |
| 3016      | A W 하우치           | 1992년    |
| 3017      | 에밀 크리스티안 한센 | 1992년    |
| 3018      | 닐스 핀센            | 1992년    |
| 3019      | P O 펜데르센         | 1992년    |
| 3020      | G F 우르신           | 1992년    |
| 3021      | P W 룬드             | 1992년    |
| 3022      | 쇠렌 프리히          | 1992년    |

## 참조
1. ↑  “DSB litra EA”. 《Jernbanen.dk》 (덴마크어). 2009년 2월 15일에 확인함.
2. ↑  Lauritsen, Tom (1997). 《Danske lokomotiver og motorvogne 1997》 (덴마크어). Frank Stenvalls Förlag. 7–8쪽. ISBN 91-7266-141-0.